# District de Darney
Pour les articles homonymes, voir Darney (homonymie).
Le district de Darney est une ancienne division territoriale française du département des Vosges de 1790 à 1795.
Il était composé des cantons de Darney, Bains, Escles, Ligneville et Monthureux sur Saône.